# David M. Raup
David M. Raup (Boston, Massachusetts, 24 de abril de 1933 - Sturgeon Bay, Wisconsin, 9 de julio de 2015) fue un paleontólogo y morfólogo estadounidense. Junto con Jack Sepkoski, Raup fue uno de los grandes teóricos de la extinción. Ambos son los autores de la hipótesis según la cual, la extinción de los dinosaurios hace 65 Ma pudo ser parte de un ciclo de extinciones que habría tenido lugar cada 26 Ma.
Raup fue un activo investigador del Instituto de Santa Fe, donde desarrolló métodos para la exploración filogenética del morfoespacio.
Raup murió el 9 de julio de 2015 en Sturgeon Bay (Wisconsin) a los 82 años a causa de un neumonía.

### Libros
- Raup, David and Steven M. Stanley. 1978. Principles of Paleontology : Second Edition. ISBN 0-7167-0022-0
- Raup, D.M. 1985. Patterns and Processes in the History of Life: Report of the Dahlem Workshop on Patterns and Processes in the History of Life. Berlín, June 16-21. David Jablonski (editor). ISBN 0-387-15965-7
- Raup, David 1992. Extinction: Bad Genes or Bad Luck? ISBN 0-393-30927-4
- Raup, David 1999. The Nemesis Affair: A Story of the Death of Dinosaurs and the Ways of Science. ISBN 0-393-31918-0

### Artículos
- Raup, D.M., 1962. Computer as aid in describing form in gastropod shells. Science, 138:150-152
- Raup, D.M. 1966. Geometric analysis of shell coiling: general problems. Journal of Paleontology 40: 1178-1190
- Raup, D.M. and J.J. Sepkoski, Jr. 1982. Mass extinctions in the marine fossil record. Science. 215, 1501-1503
- Raup, D.M. and J.J. Sepkoski, Jr. 1984Periodicity of Extinctions in the Geologic Past. Proc. Natl. Acad. Sci. USA. 81 (3): 801- 805
- Raup, D.M. 1994. The Role of Extinction in Evolution Proc. Natl. Acad. Sci. USA. 91 (15): 6758-6763.